# 韋斯查蘭特足球會
韋斯查蘭特足球會（FC Vestsjælland），又名FCV維京(FCV Vikings)，丹麥職業足球會，現時於丹超作賽。主場球場為夏堡球場，能容納10000人。